# Greenfield (New York)
 (mars 2017).
Si vous disposez d'ouvrages ou d'articles de référence ou si vous connaissez des sites web de qualité traitant du thème abordé ici, merci de compléter l'article en donnant les références utiles à sa vérifiabilité et en les liant à la section « Notes et références ».
Pour les articles homonymes, voir Greenfield.
Greenfield est une ville américaine située dans le comté de Saratoga dans l’État de New York. En 2000, sa population est de 7 362 habitants.

## Source de la traduction
- (en) Cet article est partiellement ou en totalité issu de l’article de Wikipédia en anglais intitulé « Greenfield, New York » (voir la liste des auteurs).